# Heinrich August Ottokar Reichard
Heinrich August Ottokar Reichard (Gotha, Sacro Imperio Romano Germánico, 3 de marzo de 1751 - Gotha, 17 de octubre de 1828) fue un escritor, periodista, bibliotecario y director de teatro alemán, conocido sobre todo por ser el autor de las Guías Richard, una de las primeras guías de viaje de la historia.

## Publicaciones
- Handbuch für Reisende aus allen Ständen (en alemán). Leipzig: Weygand. 1784.
- Guide des voyageurs en Europe (en francés). Weimar: Bureau d'Industrie. 1793.[2]
  - 2ª ed., 1802
  - 3ª ed., 1805 (3 vol.)
  - 5ª ed., 1807
  - 6ª ed., 1810
  - 7ª ed., 1812
  - Guide des voyageurs en Europe (en francés) (8th edición). París. 1816-1818. 
    - vol. 1: (parte 1) Îles Britanniques, Danemarck, Suède et Russie; (parte 2) Pays-Bas, Allemagne
    - vol. 2: France parte 1, parte 2
    - vol. 3: Suisse
    - vol. 4: (parte 3) Italie, Hongrie, Turquie, Espagne et Portugal

  - 9ª ed., 1819-1821[3]
  - 11ª ed., 1824

### Traducciones
- Reichard, H.A.O. (1816). An Itinerary of France and Belgium (Samuel Leigh, trad.) (en inglés). Londres.